# Kerem Gönlüm
Kerem Gönlüm,  (nacido el 22 de noviembre de 1977 en Estambul, Turquía)  es un  jugador de baloncesto turco. Con 2.06 de estatura, su puesto natural en la cancha es el de pívot.

## Trayectoria
- TED Ankara (1998-1999)
- Ülkerspor (1999-2005)
- Efes Pilsen (2005-2011)
- Anadolu Efes S.K. (2011-2014)
- Galatasaray (2014-2015)
- Pınar Karşıyaka (2015-2016)
- Sakarya BB (2016-2017)
- Bahçeşehir Koleji S.K. (2017-2018)
- İstanbul Teknik Üniversitesi B.K. (2019-   )